# Thailand Route 32

Highway Nr. 32

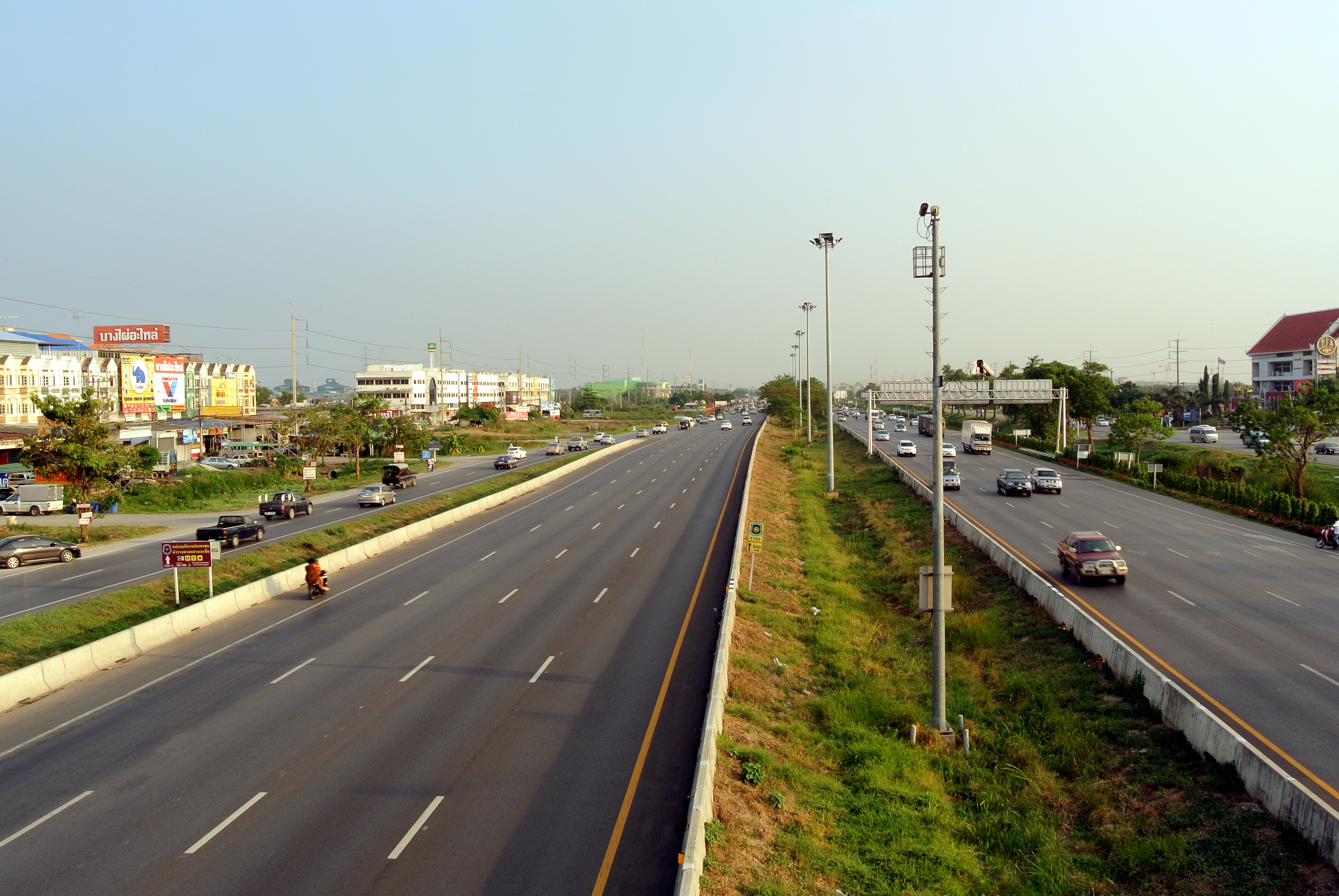
AH1, AH2 und Thailand Route 32 in Ayutthaya

Thailand Route 32 (Thai: ทางหลวงแผ่นดินหมายเลข 32 - Thang Luang Phaen Din Mai Lek 32, auf Deutsch: Nationalstraße 32; im englischen Sprachgebrauch: Highway 32) ist eine 194 km lange Schnellstraße in Thailand.
Sie beginnt im Landkreis (Amphoe) Bang Pa In in der Provinz Phra Nakhon Si Ayutthaya am Autobahnkreuz von Thanon Phahonyothin (Nationalstraße 1) und der Outer Bangkok Ring Road (Motorway 9). Sie führt dann durch die Provinzen Phra Nakhon Si Ayutthaya, Ang Thong, Sing Buri, Chai Nat, bis sie direkt an der Grenze zur Provinz Nakhon Sawan wieder auf die Thanon Phahonyothin trifft.
Mit der Inbetriebnahme im Jahr 1973 bis Mitte der 1990er Jahre war diese Schnellstraße mautpflichtig. Die beiden Mautstellen gibt es noch heute, werden aber nur noch als Verwaltungsgebäude genutzt.
Der Highway 32 ist verglichen mit anderen Langstreckenverbindungen der kürzere und schnellere Weg von Bangkok Richtung Nakhon Sawan und der Nordregion Thailands. 
Sie gehört zum Asian Highway Network AH1 und AH2 sowie zum Kunming-Bangkok Expressway.
In den Jahren 2008/2009 wurde wegen des hohen Verkehrsaufkommens zwischen Bangkok und Nakhon Sawan der Highway auf sechs Fahrspuren, streckenweise sogar auf acht Fahrspuren erweitert.

## Quelle
- MapMagic Thailand 2013. Multi-Purposes Bilingual Mapping Software. ThinkNet, Bangkok, 2013 edition, ISBN 978-616-7547-28-2